# اندماج خطي للمدارات الذرية

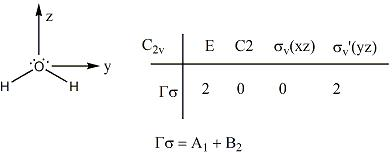

تعبر طريقة الاندماج الخطي للمدارات الذرية والمدارات الجزيئية (والتي يطلق عليها LCAO MO) في الفيزياء الجزيئية عن تقنية لحساب المدارات الجزيئية في كيمياء الكم. وقد كانت البداية في عام 1929 عن طريق سير جون لينارد جونز وتم استكمالها بمعرفة أوجو فانو.
المدارات يتم التعبير عنها كاندماج خطي للدوال الأساسية, والدوال الأساسية هي دوال لإلكترون واحد متمركز في نواة ذرة الجزيء. وبتقليل الطاقة, يمكن تعيين مجموعة ملائمة من المعاملات للاندماج الخطي.
ويتم هذا باستغلال التشابه في الجزيئات والمدارات المتضمنة في الروابط. الخطوة الأولى في هذه العملية هي تعيين مجموعة نقطية للجزيء. ومثال عام لهذا هو الماء، والذي له تجانس C2v ثم تقليل تمثيل الترابط. وكل نقطة في نقاط التجمع تتم على الجزيء. وعدد الروابط التي لم يتم تحريكها هي المميز لهذه العملية. وهذا التقليل التمثيلي يتم تحليله إلى مجموع التمثيلات التي لم يتم تقليلها. وهذه التمثيلات التي لم يتم تقليلها تنسجم مع تجانس المدارات المتضمنة.